# Juan Barahona (calciatore)
Juan Alfredo Barahona Peña (San Salvador, 12 febbraio 1996) è un calciatore salvadoregno, difensore del FAS.

## Carriera

### Club
Ha giocato nella massima serie salvadoregna.

### Nazionale
Tra il 2014 e il 2019 ha giocato 22 partite con la nazionale salvadoregna, realizzandovi anche una rete.

## Statistiche

### Cronologia presenze e reti in nazionale
| Cronologia completa delle presenze e delle reti in nazionale ― El Salvador | Cronologia completa delle presenze e delle reti in nazionale ― El Salvador | Cronologia completa delle presenze e delle reti in nazionale ― El Salvador | Cronologia completa delle presenze e delle reti in nazionale ― El Salvador | Cronologia completa delle presenze e delle reti in nazionale ― El Salvador | Cronologia completa delle presenze e delle reti in nazionale ― El Salvador | Cronologia completa delle presenze e delle reti in nazionale ― El Salvador | Cronologia completa delle presenze e delle reti in nazionale ― El Salvador |
| Data                                                                       | Città                                                                      | In casa                                                                    | Risultato                                                                  | Ospiti                                                                     | Competizione                                                               | Reti                                                                       | Note                                                                       |
| -------------------------------------------------------------------------- | -------------------------------------------------------------------------- | -------------------------------------------------------------------------- | -------------------------------------------------------------------------- | -------------------------------------------------------------------------- | -------------------------------------------------------------------------- | -------------------------------------------------------------------------- | -------------------------------------------------------------------------- |
| 8-9-2018                                                                   | Lookout                                                                    | Montserrat                                                                 | 1 – 2                                                                      | El Salvador                                                                | Qual. CONCACAF Nations League 2019-2020                                    | -                                                                          |                                                                            |
| 13-10-2018                                                                 | San Salvador                                                               | El Salvador                                                                | 3 – 0                                                                      | Barbados                                                                   | Qual. CONCACAF Nations League 2019-2020                                    | -                                                                          | 13’                                                                        |
| 23-3-2019                                                                  | San Salvador                                                               | El Salvador                                                                | 2 – 0                                                                      | Giamaica                                                                   | Qual. CONCACAF Nations League 2019-2020                                    | -                                                                          | 83’                                                                        |
| 12-10-2019                                                                 | Lookout                                                                    | Montserrat                                                                 | 0 – 2                                                                      | El Salvador                                                                | CONCACAF Nations League 2019-2020 - 1º turno                               | -                                                                          |                                                                            |
| 15-10-2019                                                                 | Gros Islet                                                                 | Saint Lucia                                                                | 0 – 2                                                                      | El Salvador                                                                | CONCACAF Nations League 2019-2020 - 1º turno                               | -                                                                          | 74’                                                                        |
| 2-2-2024                                                                   | San José                                                                   | Costa Rica                                                                 | 2 – 0                                                                      | El Salvador                                                                | Amichevole                                                                 | -                                                                          | 59’                                                                        |
| Totale                                                                     |                                                                            | Presenze                                                                   | 6                                                                          |                                                                            | Reti                                                                       | 0                                                                          |                                                                            |